# Amur (lớp tàu ngầm)
Tàu ngầm Đề án 950 Amur (Проекта 950 Амур - Proyekta 950 Amur) (theo tên của sông Amur) là một trong các lớp tàu ngầm mới nhất của Nga nó được mô tả như là phiên bản dành cho xuất khẩu của tàu ngầm lớp Lada, một phiên bản cải tiến cao cấp hơn tàu ngầm lớp Kilo với việc ít gây tiếng động hơn nhiều, hệ thống chiến đấu mới và thêm động cơ đẩy không cần không khí.
Tàu ngầm diesel-điện Amur thế hệ mới của Nga được thiết kế để tiêu diệt tàu ngầm, tàu nổi, các phương tiện thủy của đối phương cũng như làm các nhiệm vụ trinh sát. Loại tàu ngầm này có độ ồn nhỏ hơn vài lần so với các loại tàu ít ồn nhất trên thế giới hiện nay. Các tàu Amur-950/Amur-1650 mang được cả tên lửa đối hạm (Club-S), tên lửa hành trình hạm đối đất, ngư lôi và mìn các loại, hoạt động trên mọi đại dương trong mọi điều kiện thời thiết, cả ở vùng nước sâu lẫn vùng nước nông.
Đây là thế hệ tàu ngầm thứ tư với khả năng bắn tên lửa vào nhiều mục tiêu khác nhau cùng lúc từ dưới mặt nước. Việc phát hiện ra vị trí loại tàu ngầm này bằng sóng âm khó khăn hơn nhiều so với tàu ngầm lớp Kilo. Hệ thống vũ khí của tàu ngầm lớp Amur được tạo ra từ các thành tựu mới của ngành vô tuyến điện tử. Với 10 ống phóng tên lửa thẳng đứng giúp nó trở nên cơ động hơn trong việc tác chiến từ dưới mặt nước mà không phải nổi lên. Động cơ đẩy không cần không khí có thể thêm vào với một lớp vỏ phụ khi đang đóng tàu hoặc thêm vào khi đại tu tàu.

## Tàu ngầm Amur 950
Amur 950 mang cả tên lửa và ngư lôi dùng trong 4 ống phóng cỡ 533mm với cơ số 12 quả tất cả. Các ống phóng sẵn sàng phóng chỉ trong vài giây, và thời gian tái nạp đạn cũng chỉ mất vài phút. Hệ thống an-ten thụ động cực kỳ thính nhạy, có khả năng phát hiện tàu địch gấp vài lần so với hệ thống an-ten thủy âm đang được lắp đặt trên các tàu ngầm diesel-điện nào khác. Cùng với độ ồn siêu thấp, tàu có thể tiếp cận biên đội tàu địch và tấn công một cách lặng lẽ. Hệ thống kiểm soát hỏa lực được lắp đặt toàn bộ trong khoang điều khiển chính. Hệ thống này trao đổi, xử lý, phân tích và hiển thị dữ liệu tích hợp trên các màn hình của các sĩ quan điều khiển. Hệ thống đạo hàng trên tàu giúp tàu vận hành an toàn và cung cấp thông số chính xác cho việc sử dụng tên lửa. Hệ thống quang được trang bị các camera hồng ngoại và TV cùng an-ten thu tín hiệu GPS. Hệ thống liên lạc có thể truyền lệnh và thông tin khi tàu hoạt động ở độ sâu tới 100m. Hệ thống thông khí và điều hòa được thiết kế nhằm cung cấp cho thủy thủ đoàn môi trường sinh hoạt và chiến đấu thoải mái.

## Tàu ngầm Amur 1650
Amur 1650 mang cả tên lửa và ngư lôi dùng trong 6 ống phóng cỡ 533mm với cơ số 18 quả tất cả. Các ống phóng sẵn sàng phóng chỉ trong vài giây, và thời gian tái nạp đạn cũng chỉ mất vài phút. Hệ thống an-ten thụ động cực kỳ thính nhạy, có khả năng phát hiện tàu địch gấp vài lần so với hệ thống an-ten thủy âm đang được lắp đặt trên các tàu ngầm diesel-điện nào khác.
Cùng với độ ồn siêu thấp, tàu có thể tiếp cận biên đội tàu địch và tấn công một cách lặng lẽ. Hệ thống kiểm soát hỏa lực được lắp đặt toàn bộ trong khoang điều khiển chính. Hệ thống này trao đổi, xử lý, phân tích và hiển thị dữ liệu tích hợp trên các màn hình của các sĩ quan điều khiển. Hệ thống đạo hàng trên tàu giúp tàu vận hành an toàn và cung cấp thông số chính xác cho việc sử dụng tên lửa. Kính tiềm vọng chính được trang bị các camera hồng ngoại và kênh quang hay TV cùng an-ten thu tín hiệu GPS. Hệ thống liên lạc có thể truyền lệnh và thông tin khi tàu hoạt động ở độ sâu tới 100m. Hệ thống thông khí và điều hòa được thiết kế nhằm cung cấp cho thủy thủ đoàn môi trường sinh hoạt và chiến đấu thoải mái. Chiếc tàu Amur-1650 đầu tiên mang tên Saint-Petersburg đã bắt đầu được đóng tháng 12 năm 1997 tại nhà máy đóng tàu Admiralty Shipyards, đến tháng 10 năm 2006 nó đã được Hải quân Nga chấp nhận để tiến hành chạy thử và dự kiến sẽ được chính thức trang bị cho hải quân Nga vào năm 2010. Chiếc tàu thứ hai mang tên Kronshtadt cũng đã được đặt đóng từ tháng 7 năm 2005, dự kiến cũng sẽ được bàn giao cho hải quân Nga vào năm 2010.